# Myotismon
Myotismon, conocido en Japón como Vamdemon, es un personaje ficticio del universo Digimon. Es el tercer villano principal del anime Digimon Adventure. Sus seiyu fueron Ryūzaburō Ōtomo en Digimon Adventure y Toshiyuki Morikawa en Digimon Adventure 02. Vamdemon proviene de "Vam" (vampiro) y "de" (demonio), mientras que Myotismon proviene del género de murciélagos Myotis ("monstruo de Myotis).

## Descripción
Tiene la apariencia de un vampiro clásico. Viste de manera elegante con un traje azul oscuro ceñido por dos cinturones; porta una capa roja y negra de cuello muy alto con una forma que recuerda a unas alas de murciélago, y un antifaz rojo de diseño similar. Sus ojos son azules y su cabello es rubio, su piel es pálida, y sus labios púrpuras de los cuales resaltan dos colmillos. Sus orejas terminan en punta. Utiliza guantes grises con dibujos de murciélagos y altas botas negras, la izquierda con el dibujo de una calavera y la derecha con el de un murciélago. 
Es de carácter elegante y conserva la prudencia con respecto a sus planes. Mas, es malvado y siempre se ha caracterizado por ser misógino y desagradecido, hasta el punto de asesinar a sus sirvientes una vez ya no los necesitaba.
Se trata de un digimon perfeccionado con un poder muy superior a lo normal, siendo capaz de derrotar con extrema facilidad a otros digimons de su mismo nivel, aun cuando lo superen en número. En la batalla de la Torre Fuji, por ejemplo, pudo desviar con un solo soplido la técnica especial de Lillymon, y un movimiento de su mano fue suficiente para hacer lo mismo con Megakabuterimon. Otro movimiento de sus manos bastó para desvanecer los ataques de Metalgreymon y de otros cuatro digimons perfeccionados que lo atacaron en conjunto.
Por el contrario, es débil ante la luz y necesitó cubrir la ciudad con una capa de niebla para poder salir durante el día a las calles de Odaiba (Japón). También tiene gran debilidad frente a los digimons sagrados, lo que permitió que Angemon lo dejara fuera de combate durante algunos segundos y que Angewomon lo derrotara.
Su mayor ambición es fusionar el mundo de la oscuridad con el mundo real y el Digimundo y ser el soberano de los tres mundos. Puede digievolucionar a Venommyotismon, Malomyotismon o Neomyotismon, todas estas formas de nivel Mega.

## Secuaces
- Demidevimon: Su leal sirviente, es un pequeño digimon murciélago en etapa principiante, pero que es constantemente castigado con dureza por Myotismon al no ser capaz de cumplir sus órdenes sobre los niños elegidos, como quitarles los emblemas.
- Gatomon: es un digimon gato en etapa madura. Al principio es un leal sirviente, pero al descubrir que es el octavo digimon que su amo busca, deja de obedecerle y se une a los niños elegidos.
- Yukio Oikawa: en la segunda temporada se descubre que después de que los niños elegidos de la primera generación lo derrotaran bajo la forma de VenomMyotismon, su débil espíritu a punto de extinguirse acude a la fuente de oscuridad más cercana, Yukio Oikawa, aprovechándose de la depresión de este para habitar en él con la promesa de llevarlo al Digimundo.
- Arukenimon y Mummymon: dos digimons perfeccionados creados por él mismo mientras estaba dentro de Yukio Oikawa, quienes lo ayudarían a construir las agujas de control.

## Apariciones

### Actuación enDigimon Adventure
Myotismon fue el tercer gran villano de la serie, después de Devimon y Etemon. 
La explosión de las redes oscuras de Etemon durante su batalla final contra Metalgreymon creó un vórtice que succionó a Tai y Koromon, por lo que sus amigos se separaron para buscarlos. Myotismon en ese entonces tenía en su poder la etiqueta y el emblema de la Luz, los cuales no pertenecían a ninguno de los siete niños que se encontraban en el Digimundo, lo cual le hizo saber que existía un octavo niño elegido que aún se encontraba en el mundo real. Dado que Myotismon era un digimon de la oscuridad, el niño elegido de la Luz representaba una grave amenaza para sus propósitos, por lo que decidió eliminarlo antes que a todos los demás. Mientras investigaba la forma de abrir una puerta entre los dos mundos, encargó a su sirviente Demidevimon que mantuviera separados al resto de los niños y evitara que descubrieran el poder de sus emblemas. Pero Demidevimon era bastante torpe y continuamente sus fallas hacían que fuera torturado por Myotismon, quien solo aparecía bajo la forma de una silueta oscura, ocultando su verdadera identidad.
A pesar de los esfuerzos de Demidevimon, los siete niños finalmente se reunieron, y esa noche fueron atacados por Myotismon. En esta primera aparición derrotó con total facilidad a seis de los digimon elegidos, y solo la digievolución de Birdramon a Garudamon evitó que los asesinara. Poco después, el Señor Genai les revela a los niños elegidos sobre la existencia de un octavo niño elegido, quien se encontraba en Japón y les dice que Myotismon tiene planeado traspasar la puerta hacia el mundo real para matar a su compañero. Por lo que asaltaron por sorpresa el castillo del enemigo; sin embargo, se toparon con Gatomon, uno de los generales de Myotismon, que luego de exhibir sus grandes poderes liberó a varios Devidramon, con los que creó la distracción suficiente para que Myotismon y sus secuaces cruzaran la puerta y los niños se quedaran encerrados en el Digimundo.
Gracias a la ayuda de Gennai, los niños elegidos entraron nuevamente al castillo y pudieron cruzar también la puerta. 
En el mundo real se enfrentaron durante varios días al ejército de Myotismon mientras intentaban descubrir la identidad de su camarada antes de que el vampiro lo hiciera, pero este distribuyó copias del emblema entre sus soldados para que reconocieran al octavo niño en cuanto lo tuvieran enfrente. En este lapso, Matt y T.K. tuvieron un encuentro con Myotismon, quien mató a Pumpkinmon y Gotsumon, dos digimon que inicialmente le servían pero que lo traicionaron para proteger a los niños, y estuvo a punto de matar también a Weregarurumon hasta que Angemon intervino.
Gatomon descubrió por medio de Wizardmon que él era el octavo digimon elegido, y que Kari, la hermana menor de Tai, era su compañera. A pesar del rechazo inicial de Tai y Agumon, Gatomon aceptó su misión y con la ayuda de Wizardmon intentó robar el emblema original a Myotismon, pero este los descubrió y secuestró a Gatomon, al tiempo que tiró a Wizardmon al mar para que muriera.
Ante la ineficacia de sus sirvientes, Myotismon creó un manto de niebla sobre todo Japón para cortar las comunicaciones y obstruir la luz solar, y comenzó por medio de su general Phantomon una persecución de sus soldados en toda la ciudad, principalmente Bakemon, con el fin de capturar a todos los niños de la ciudad y reunirlos en la Torre Fuji para encontrar al elegido, además de hipnotizar a los adultos para convertirlos en sus esclavos. Los niños elegidos tuvieron graves problemas para sortear a los enemigos, entre los que se encontraba el mismo Myotismon, que atacó a la recién digievolucionada Lillymon con su Grito de la Muerte y la dejó en un estado entre la vida y la muerte. Finalmente, el caos y la destrucción que se generaba a su alrededor provocó que Kari se entregara por su propia voluntad. Gatomon intentó protegerla fingiendo que no la conocía, pero Myotismon le tendió una trampa y, confirmadas sus sospechas, se preparó para lanzarles el Grito de la Muerte. Lillymon, que había sido curada por Wizardmon (el cual a su vez fue rescatado por Zudomon), intervino junto con Kabuterimon y la pelea se trasladó a la azotea del edificio, en donde fueron reuniéndose el resto de los niños y sus digimon, habiendo sido advertidos por Wizardmon y Tai de la identidad de su octava compañera.
Myotismon demostró ser poseedor de una fuerza extraordinaria y con unos simples movimientos se deshizo de sus rivales. En ese momento, Wizardmon lo atacó por la espalda y entregó el emblema a Kari, siendo derribado inmediatamente por Myotismon. Éste intentó recuperar el emblema, pero Tai apareció y, tras una pelea por obtener el Digivice de Kari, cuatro de los digimon elegidos en su estado perfeccionado atacaron a Myotismon al mismo tiempo, sin que lograran inmutarlo siquiera (de los otros cuatro digimon perfeccionados, Metalgreymon ya lo había atacado previamente sin conseguir nada, Weregarurumon había sido derribado del edificio por Myotismon minutos antes, y Angemon y Angewomon aún no aparecían). La batalla parecía perdida, hasta que Patamon digievolucionó en Angemon y le dio un golpe terrible a Myotismon, llegando incluso a matar a Phantomon, quien se encontraba a su lado. Myotismon se incorporó de inmediato y se dio la vuelta, lanzando su Ala Espeluznante contra Kari y Gatomon. La rapidez del ataque impidió la reacción de cualquiera de los niños y sus digimon. Entonces, Wizardmon se colocó enfrente y recibió de lleno el ataque más poderoso de Myotismon, quedando herido de muerte. Alcanzó a agradecer a Gatomon el haberle dado un sentido a su vida, y entonces falleció. El dolor de su muerte permitió que el emblema de la Luz de Kari brillara desencadenando la ultra digievolución de Gatomon en Angewomon, quien inmovilizó a Myotismon con su Atmósfera Celestial y finalmente lo derrotó reuniendo la energía de todos sus compañeros en su técnica Flecha Celestial.

### El advenimiento de VenomMyotismon
Genai les revela una profecía antigua que advertía el ascenso de Myotismon como el "Rey digimon sempiterno". El espíritu de Myotismon permaneció, y con la ayuda de Demidevimon reunió la energía suficiente de la aclamación del pueblo y los cadáveres de sus soldados caídos para volver a la vida, digievolucionando a Venommyotismon y alcanzando el nivel cuerpo supremo. Su nuevo poder ahora era tan grande que ni siquiera los ataques combinados de todos los digimon elegidos, incluyendo a Angewomon, eran capaces de hacerle daño. A pesar de su gigantesco nivel, Venommyotismon aún estaba hambriento de más energía y su primer acto al aparecer fue devorar a Demidevimon. Su estrategia siguiente era dirigirse a la Torre Fuji para devorar a los adultos que se encontraban hipnotizados; fue retenido por los ataques de MetalGreymon y WereGarurumon. 
Izzy descubre la parte final de la profecía que contenía la clave para derrotarlo, y tras descifrarla, Angewomon y Angemon lanzaron unas flechas de Luz y Esperanza hacia los hermanos de sus camaradas, Tai (hermano de Kari) y Matt (hermano de T.K.), permitiendo que los digimon de éstos evolucionaran al nivel Mega, bajo las formas de Wargreymon y Metalgarurumon. Incluso con su ayuda, Venommyotismon parecía invencible. Los otros seis digimons se unen a la pelea y tras un ataque de Wargreymon en su vientre, se reveló que la verdadera identidad de Venommyotismon era una especie de monstruo oscuro oculto en su abdomen, el cual derrotó a los ocho digimons vomitando oscuridad de su boca. Todo parecía perdido hasta que los Digivices y emblemas brillan, y cuando Wargreymon y Metalgarurumon concentran sus ataques en ese monstruo, acabando con Venommyotismon y liberando finalmente a la ciudad de la niebla que la cubría y a los adultos del estado de trance en el que se encontraban.

### El regreso de la maldad
Tres años después de la caída de Venommyotismon y de la batalla final contra Apocarymon, aparecieron nuevos enemigos en el Digimundo, y un nuevo grupo de niños fue designado para combatirlos.
Lo que sucedió fue que, luego de que el cuerpo de VenomMyotismon fuera destruido, su espíritu, a punto de desaparecer, se encontró con un hombre llamado Yukio Oikawa, quien conocía la existencia de los digimons desde muchos años antes. En ese entonces, Oikawa se encontraba viendo la pelea desde la distancia en un estado depresivo desencadenado por la muerte de su mejor amigo Hiroki(padre de Codi, uno de los niños elegidos), quien le había prometido conocer juntos el Digimundo. Este vio a los niños elegidos regresar al Digimundo para luchar contra los Dark Masters y gritó sollozando que lo llevaran con él, pues su máximo deseo en la vida era conocer ese mundo personalmente, pero ellos se encontraban demasiado lejos para escucharlo. En vez de eso, escuchó la voz de Myotismon, quien le prometió llevarlo si era capaz de renunciar a su conciencia y su bondad. En su desesperación, Oikawa aceptó el pacto, y a partir de ese momento Myotismon habitó dentro de su cuerpo, borrando los recuerdos de ese trato para que ni el mismo Oikawa tuviera idea de lo que pasaba; interpretando los pensamientos de Myotismon como si fueran propios. Mientras en el Digimundo se desataba la peor guerra contra los Dark Masters, Myotismon preparaba lo que sería su próximo advenimiento.
Myotismon le transmitió a Oikawa los conocimientos necesarios para manipular a Ken Ichijouji, uno de los niños elegidos, aprovechando sus problemas familiares para que se volviera malvado y se convirtiera en el "Emperador de los Digimons"(figura alegórica del especismo), con el único objetivo de sembrar en todo el Digimundo unas torres especiales llamadas Agujas de Control, las cuales eran utilizadas por Ken para convertir a los digimons en sus esclavos y que además tendrían dichas torres la capacidad de provocar una curvatura en las dimensiones, curvatura que permitiría a los adultos entrar al Digimundo (quienes normalmente no pueden acceder puesto que han perdido la inocencia de su corazón). Sin embargo, los nuevos niños elegidos frustraron sus planes en numerosas ocasiones, y Ken acabó por renunciar a su maldad y uniéndose a ellos.
Ken acepta su misión como niño elegido y se une a los otros niños. Pero en el Digimundo seguían apareciendo Torres oscuras (agujas de control) y nuevos digimons que se encargaban de destruirlo. Luego descubren que no eran digimons sino criaturas creadas con Agujas de control por Arukenimon, quien junto a Mummymon se encargaron de crear a un digimon de cuerpo supremo: Blackwargreymon. Este antihéroe no sólo se mostró invencible sino que diferente, revelándose ante sus creadores y siendo el segundo villano, después de Puppetmon, en filosofar y cuestionarse el motivo de su existencia. Impulso que lo llevó a desafiar a Azulongmon, uno de los dragones guardianes del Digimundo, cuando este fue liberado. Calmado por las respuestas de Azulongmon a sus preguntas, se marcha temporalmente para buscar nuevas respuestas.
Azulongmon les revela a los niños que Arukenimon y Mummymon no eran sus verdaderos enemigos, sino que lo era "la entidad maligna que intentó encerrarlo, un ser de pura maldad, mucho más fuerte" y también les advierte que deberían ser valientes.
Tras esto apareció Oikawa, quien junto con Arukenimon y Mummymon, intentaron sembrar las Agujas de Control en el mundo real, pero fueron derrotados nuevamente. Para ese entonces las puertas de todas las dimensiones estaban abiertas, lo que permitió el ingreso al mundo real de digimons salvajes y otros digimons provenientes del Mar de las tinieblas. Un caos como hace tres años. Nuevamente triunfaron los niños.
Oikawa cambió su plan una vez más y secuestró a Ken para clonar la Semilla de la Oscuridad que se encontraba dentro de él y sembró copias de la semilla original dentro de los cuerpos de los niños de toda la ciudad. Blackwargreymon regresa para enfrentarse a Oikawa para "algo demostrar". Oikawa, afectado por la fuerza de las semillas de la oscuridad, ataca a Blackwargreymon hiriéndole mortalmente. Antes de morir este, logra ver una sombra negra en el cuerpo de Oikawa. Esa sombra era la primera aparición del espíritu de Myotismon y Blackwargreymon lo advierte, queriendo desafiarlo, pero finalmente muere. Blackwargreyon descubre el motivo de su existencia, sacrificándose. Con su muerte, se había cerrado finalmente la puerta abierta del Digimundo.

### MalomMyotismon
Finalmente, Oikawa consiguió crear una puerta entre las dimensiones utilizando el mismo método que Myotismon había demostrado tres años antes (diez cartas con la imagen de distintos digimons), y gracias a que las semillas provocaban una curvatura similar a la de las Agujas de Control, pudo cruzar la puerta seguido de los niños elegidos y de los infectados por las semillas; pero para su asombro y decepción, ese no resultó ser el Digimundo, sino una dimensión totalmente desconocida. En ese momento, una voz siniestra y burlona comienza a mofarse de Oikawa y le recuerda el pacto que habían hecho hace tres años. Gatomon reconoce la voz de Myotismon y, acto seguido, este surge del cuerpo de Oikawa tomando su misma apariencia. Las últimas palabras que oyó Oikawa de Myotismon fueron un falso agradecimiento y la burla de que nunca había tenido intenciones de conducirlo al Digimundo, sino que desde el principio quería entrar en ese mundo que le daba la capacidad de resucitar si abosorbía la energía de las flores de la oscuridad implantada en los niños(ira, desesperanza, frustración, tristeza, etc). El daño que le provocó Myotismon al salir fue demasiado y cayó al suelo mortalmente herido.
Mientras Arukenimon y Mummymon distraían a los niños elegidos, Myotismon empezó por absorber las Semillas de la Oscuridad que se encontraban en los niños infectados utilizando su energía para finalmente digievolucionar al modo supremo perfecto, Malomyotismon(BelialVamdemon). Acto seguido "agradece" los servicios de Arukenimon torturándola hasta matarla (demostrando que su violencia y su maldad habían aumentado más que su poder). Luego mataría también a Mummymon cuando este intentó vengarla.
En su nueva forma, Malomyotismon se alimentaba del terror que provocaba en sus enemigos, por lo que el pánico que sintieron los niños al ver su crueldad solo contribuyó a hacerlo más poderoso. Sin embargo, como efecto opuesto, las demostraciones de valor y demás emociones positivas lo debilitaban.
Luego de una ardua pelea en la que casi es derrotado, llegaron al verdadero Digimundo, y Malomyotismon cobró ventaja nuevamente. Estaba a punto de cubrir con oscuridad el mundo real completo, lo que causaría que se fusionara con el Digimundo y cumpliría su ambición de gobernar ambas dimensiones; pero entonces los niños elegidos animaron a los niños infectados por las semillas y a todos los niños del planeta a no perder la esperanza, a creer en el futuro y en que sus sueños se cumplirían. Al ver que nadie en el mundo le temía, Malomyotismon se debilitó y comenzó a desvanecerse hasta convertirse nuevamente en una sombra oscura, que al final fue destruido por la luz de los Digivices de todos los niños del mundo (quienes al creer en sus sueños ahora eran todos elegidos), eliminando para siempre cualquier rastro de él.

### Actuación enDigimon Frontier
La silueta de un Myotismon puede ser vista en la cuarta temporada de Digimon, Digimon Frontier, fuera de la tienda de alimentos durante la Feria de la Hoja de Otoño. Dado que todas las temporadas de Digimon a excepción de las dos Adventure ocurren en continuidades diferentes, este digimon no puede ser el mismo que el de las primeras dos series (además de que ese Myotismon murió definitivamente al final de Adventure 02).

### Actuación enDigimon Xros Wars
Una de las digievoluciones de Myotismon, Neomyotismon, aparece en la sexta temporada de Digimon, Digimon Xros Wars. Este digimon tampoco es el mismo que el de Adventure.

### Actuación enDigimon Adventure V-Tamer 01
Otro Myotismon aparece en el manga Digimon Adventure V-Tamer 01. Su función era vigilar el castillo que cuidaba el emblema V-Tamer de la ilusión. Ideó un plan para controlar a Zero, el compañero digimon de Taichi, pero este se las ingenió para salvarlo. Fue derrotado por Zero al golpearlo en la cabeza con su ataque V-Breath Arrow.

## Habilidades
Myotismon tiene los poderes atribuidos a un vampiro, como una gran fuerza, capacidad de volar, hacer levitar a otros seres, controlar a los murciélagos, teletransportarse y traspasar las paredes. En el Digimundo se alimentaba de la información de otros digimon, pero al llegar al mundo real desarrolló la habilidad de alimentarse de la sangre de mujeres jóvenes. Sus víctimas sufren de una repentina anemia.
Posee una gran variedad de ataques, entre los que destaca el Ala Espeluznante o Pesadilla Nocturna, el cual es un rayo de energía oscura concentrada alrededor de la que vuelan murciélagos que devoran a sus enemigos (aunque cuando lo lanza contra Garudamon dice Melodía de Sueño; podría deberse a un error de traducción o a que es una modalidad en la que sólo lanza murciélagos). El Látigo Sangriento o Corriente Sangrienta es un haz de energía roja en forma de látigo con el que azota a sus rivales. Es capaz de generar dos al mismo tiempo y controlarlos a modo de tentáculos para estrangular a su enemigo. Otro de sus ataques es el Grito de la Muerte, con el que paraliza a su rival y lo deja en un estado de semi-petrificación. También posee una técnica de nombre desconocido que le permite lanzar bolas de energía de sus manos.
Myotismon es un ser nocturno cuyo poder depende en gran medida de la ausencia de luz solar, aunque es capaz de crear una niebla que impide el paso de la luz (y también de otros tipos de radiaciones electromagnéticas), llegando a cubrir ciudades enteras.
Ha demostrado también una resistencia extraordinaria a la muerte, logrando que su espíritu perdurara a la destrucción de su cuerpo no en una, sino en dos ocasiones, y regresando cada vez con una digievolución más poderosa.

## Apariencia y formas
- Myotismon:
- Venommyotismon:
- Yukio Oikawa:
- Malomyotismon: